# Porta Septimiana

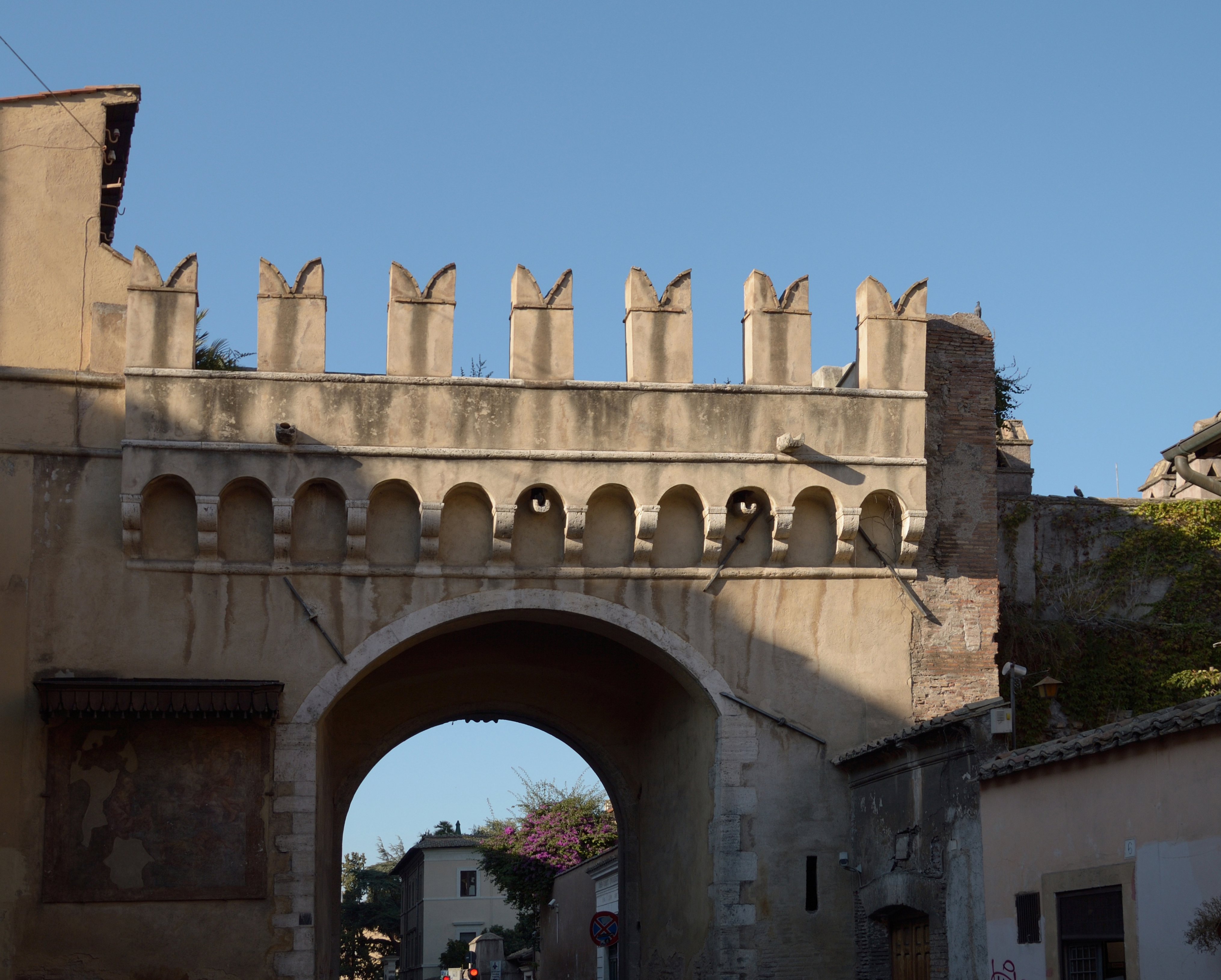
Porta Septimiana – Außenseite

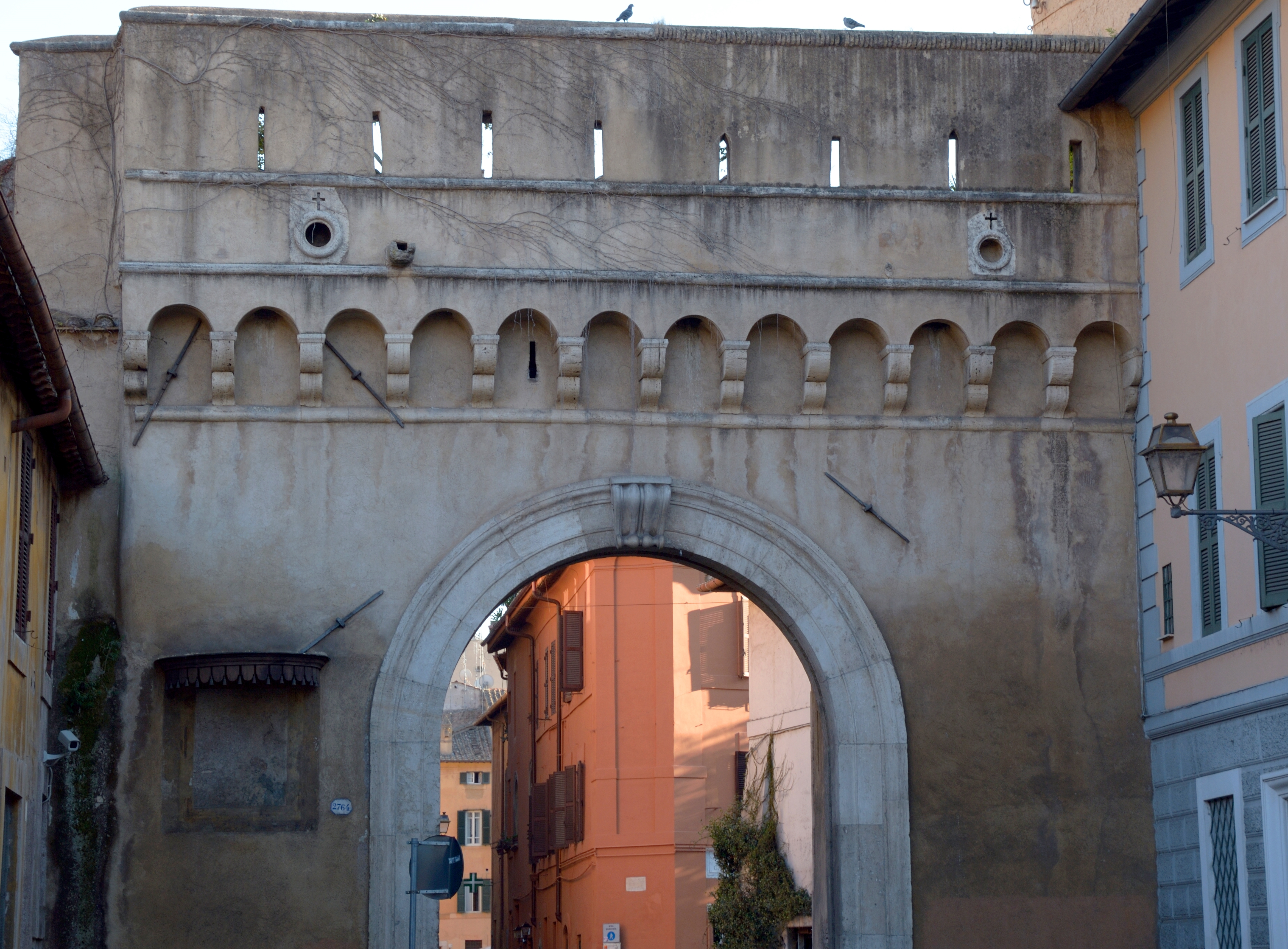
Porta Septimiana – Stadtseite

Die Porta Septimiana war eines von vier Toren der westlichen Tiberseite in Rom, die Teil der zwischen 271 und 275 n. Chr. erbauten Aurelianischen Mauer in Rom waren. Das Tor öffnete sich zu einer Straße, die den Tiber entlangführte und mit der heutigen Via della Lungara korrespondiert. Sie verband den bebauten Bereich zwischen dem Circus Gaii et Neronis, dem von Caligula errichteten Circus auf dem vatikanischen Hügel, und dem Hadriansmausoleum mit dem mauergeschützten Transtiberim.
Erwähnt wurde das Tor zum ersten Mal im 12. Jahrhundert. Es befand sich an jener Stelle auf dem westlichen Tiberufer, der ripa Veientana, an der Papst Alexander VI. im Jahr 1498 ein  verfallenes antikes Tor abreißen und ein neues errichten ließ. Dieses abgerissene Tor soll eine Inschrift des Septimius Severus getragen haben. Der heutige Zustand des Tores stammt aus dem Jahr 1798.
Eine Anspielung auf den Namen des Tores findet sich in der Historia Augusta, in der es heißt, die Thermen des Septimius Severus befänden sich „in der Nähe des Tores seines Namens“. Der Name wurde wahrscheinlich als Erinnerung an die Bauten des Septimius Severus vergeben, die in diesem Bereich durch den Bau der Aurelianischen Mauer ihre Funktionen eingebüßt hatten, weil der Mauerverlauf sie durchschnitt. Ob der Name dabei auf Aurelian selbst oder auf eine populäre Namensgebung durch die Bevölkerung zurückzuführen ist, bleibt unklar. Möglich ist sogar, dass eine Reminiszenz an ein severisches Tor, das sich zu den Bauten des Septimius Severus öffnete, vorlag oder ein solches Tor in die Mauer integriert wurde. Reste des ursprünglichen Baus sind nicht erhalten.